# Estadio Martínez Monegal
El Estadio Eduardo Martínez Monegal es un estadio de fútbol municipal de la ciudad de Canelones capital del departamento de Canelones. Su nombre hace homenaje a Eduardo Martínez Monegal, propulsor de la Liga Regional de Fútbol.
Allí juegan sus partidos de local los equipos de la Liga de Fútbol de Canelones que no poseen estadio propio. 
Juventud de las Piedras utilizó este estadio mientras el Parque Artigas no estaba habilitado. También han jugado allí Oriental, Canadian y San Francisco en sus etapas profesionales.

## Historia
El estadio, al igual que una avenida de la capital, llevan el nombre de Eduardo Martínez Monegal (1884-1926), quien presidió la Junta Departamental, ejerció el cargo de Dirección en el Liceo Departamental , y fue creador de la Liga Departamental de Fútbol de Canelones.